# Boygenius
Boygenius és un supergrup d'indie rock estatunidenc format per les cantautores Julien Baker, Phoebe Bridgers i Lucy Dacus. Van debutar amb un EP homònim el 2018, i posteriorment van tornar després d'una pausa amb el seu àlbum de debut d'estudi, The Record (2023), que va ser un èxit tant de crítica musical com comercial i va guanyar tres premis Grammy i un premi Brit. Considerat com un «clàssic instantani» per NME, va encapçalar les llistes d'èxits del Regne Unit, Irlanda i els Països Baixos, i va arribar al número quatre del Billboard 200 dels Estats Units. El seu segon EP, The Rest, va ser publicat el 13 d'octubre de 2023.

## Història
El grup ha explicat sobre el seu nom que va començar com una broma i una manera d'animar-se mútuament a l'estudi Totes tres havien compartit experiències negatives amb músics homes massa vanitosos, com va reconèixer Baker, «l'arquetip del geni torturat, un artista específicament masculí a qui li han dit des que va néixer que tots els seus pensaments no només valen la pena sinó que són brillants». Dacus va descriure el tòpic del boy genius com «nois i homes que coneixem a qui li han dit que són genis des que van començar a entendre, bàsicament», i van intentar canalitzar aquesta energia mentre feien l'EP: If one person was having a thought—'I don't know if this is good, it's probably terrible'—it was like, 'No! Be the boy genius! Your every thought is worthwhile, just spit it out.
El grup ocasionalment escriu el seu nom com a «xboygeniusx», com ara a les xarxes socials i al seu lloc web. Això és una referència irònica al símbol X de la subcultura punk straight edge, en la qual Baker estava involucrada quan era adolescent. Va comentar perquè totes tres havien fet broma sobre que Boygenius era una banda hardcore, i quan van crear les seves xarxes socials van pensar que seria divertit estilitzar-ne el nom.
El 2023 el grup va compartir una llista de reproducció a Spotify que retia homenatge a una varietat d'artistes que van influir en la música de The Record: Bon Iver, Angel Dust, Fugazi, Suicide, Nada Surf, Wilco, Cyndi Lauper, Sinéad O'Connor i Brian Eno, entre d'altres.